# كلايد بي. سميث
كلايد بي. سميث (بالإنجليزية: Clyde B. Smith)‏ هو لاعب كرة قدم أمريكية أمريكي، ولد في 4 فبراير 1906 في مونونغاهيلا في الولايات المتحدة، وتوفي في 9 يوليو 1976 في تمبي في الولايات المتحدة.